# La voce canora del Giappone

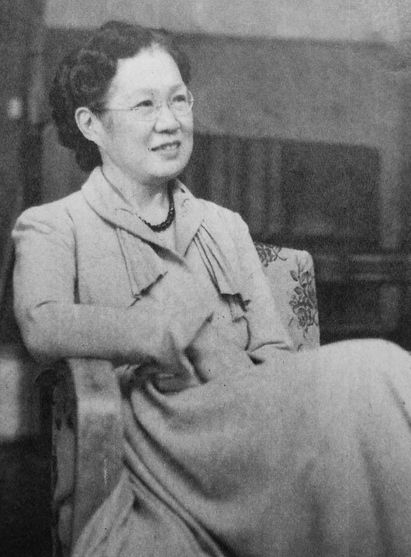
Akiko Seki nel 1955

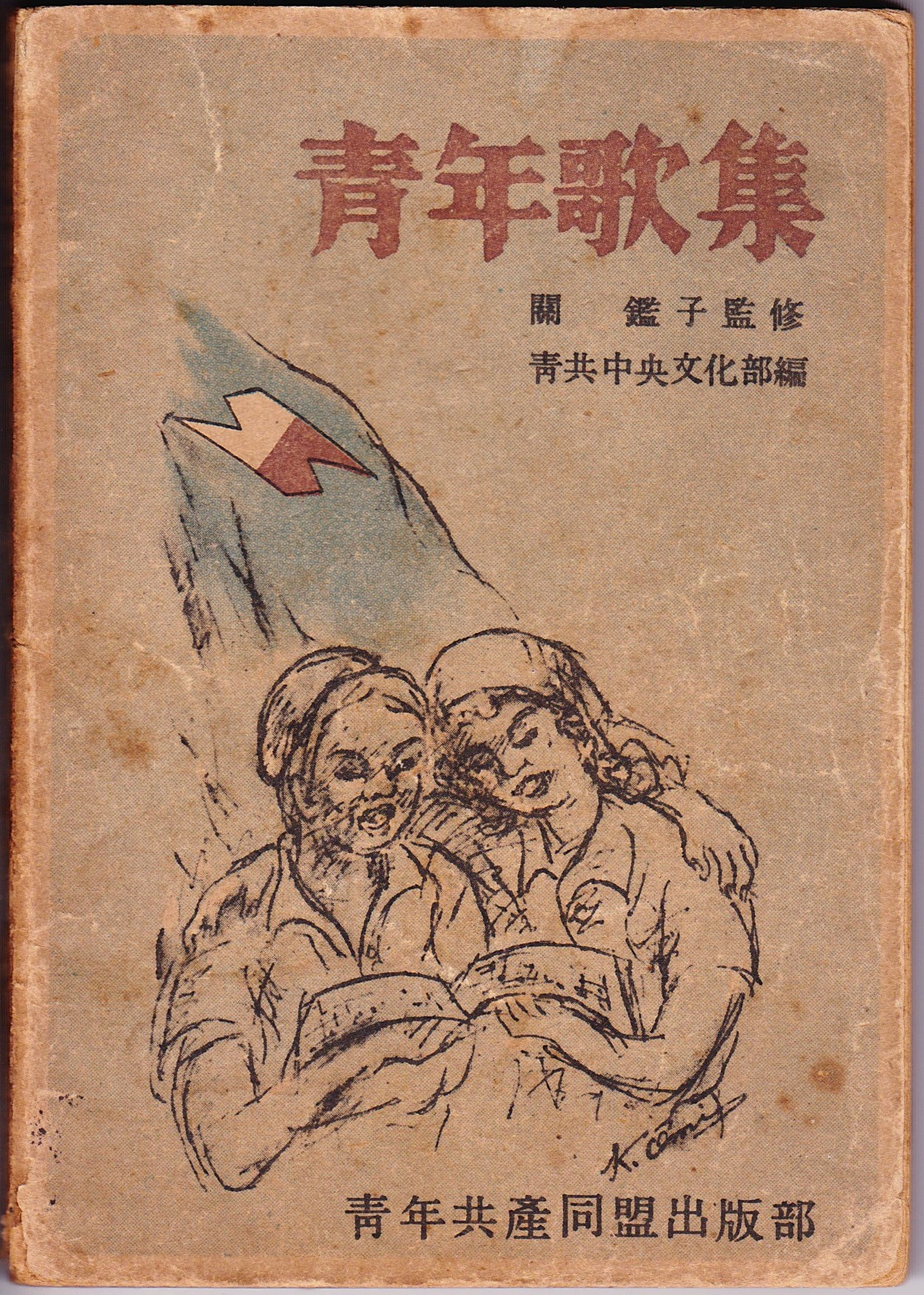
Copertina della prima raccolta di Canzoni per la gioventù a cura di Akiko Seki (Tokyo, Tipografia della sezione culturale della Lega della Gioventù Comunista del Giappone, 1948)

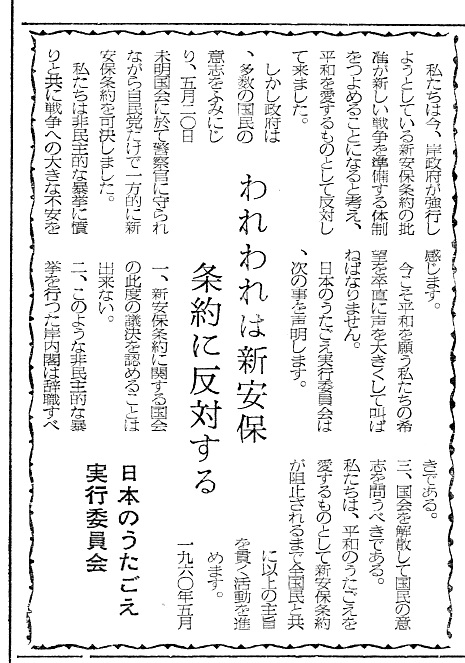
Dichiarazione del comitato esecutivo del Festival nazionale, contro il rinnovo del Trattato di cooperazione mutua e di sicurezza tra gli Stati Uniti e il Giappone (Giornale de La voce canora del Giappone, 11 giugno 1960)

La voce canora del Giappone (日本のうたごえ?, Nihon no utagoe o うたごえ運動?, Utagoe-undō) è un movimento sociale e politico sorto nel secondo dopoguerra in Giappone, e basato sulle attività musicali e corali della classe operaia dell'intera nazione. Sul piedistallo ideologico del comunismo o del socialismo democratico, i militanti del movimento organizzano circoli corali nelle fabbriche, nelle scuole e nelle proprie aree residenziali. Il movimento conobbe il suo apice negli anni 1950-60. La cantante giapponese Akiko Seki (1899–1973) è comunemente ritenuta la fondatrice-caposcuola de La voce canora del Giappone.

## Storia
Durante la prima festa dei lavoratori del dopoguerra a Tokyo, il 1 maggio 1946, Akiko Seki diresse L'Internazionale e Canzone della bandiera rossa (赤旗の歌?, Akahata no uta, versione giapponese della canzone inglese The Red Flag), esperienza dalla quale sarebbe stata indotta all'ideazione di un movimento musicale nazionale della classe operaia.
Il 10 febbraio 1948 Akiko Seki istituì il  Coro della lega della gioventù comunista del Giappone (日本共産青年同盟 中央合唱団?, Nihon-kyosan-seinen-dōmei Chuō-gassyōdan) a Tokyo, come il primo nucleo del movimento musicale nazionale della classe operaia.
Il 29 novembre 1953 ebbe luogo a Tokyo il primo festival di dimensione nazionale de La voce canora del Giappone, presso le sale Hibiya Kōkaidō e Kanda Kyōristu Kōdō.
Il 14 febbraio 1955 fu istituito il comitato esecutivo del festival de La voce canora del Giappone (日本のうたごえ実行委員会?, Nihon no utagoe Jikkō-iinkai). Il 20 dicembre dello stesso anno Akiko Seki ricevette il Premio Stalin per la pace.
Nel maggio del 1960 il comitato esecutivo del Festival nazionale si espresse contro il rinnovo del trattato di cooperazione mutua e di sicurezza tra gli Stati Uniti e il Giappone.
Il 10 dicembre 1969 fu rappresentata per a prima volta l'opera Okinawa, presso la sala Shibuya Kōkaidō di Tokyo.
Nell'aprile del 1971 venne pubblicato il primo numero dell'organo teorico trimestrale del comitato esecutivo de La voce canora del Giappone (季刊日本のうたごえ?, Kikan Nihon no utagoe).

## Repertorio e organizzazione
Il repertorio musicale del movimento comprende prevalentemente i canti rivoluzionari e quelli della classe operaia di diverse nazioni. Tra i membri iscritti ai singoli comitati (regionali, sindacali e altri) de La voce canora del Giappone è promossa la nuova creazione di canzoni e brani corali nel genere confacente, in base all'esigenza del gruppo di appartenenza. Secondo il programma adottato nel 2013, il consiglio nazionale de La voce canora del Giappone intende conseguire l'obiettivo minimo di iscrivere 500 unità musicali e corali nell'intero territorio nipponico.

## Origine dell'uso particolare di hiragana nel nome del movimento
Normalmente le due lettere iniziali del nome ufficiale giapponese del movimento voce canora non vengono scritte in caratteri kanji che sarebbe di usanza più consueta della grafia odierna, bensì in hiragana cioè: うたごえ?, Utagoe anziché 歌声?. Al primo festival nazionale del 1953 lo slogan principale e il titolo erano già scritti in hiragana: La voce canora è la vitalità della pace - La voce canora del Giappone 1953 (うたごえは平和の力 - 1953年日本のうたごえ?). Intorno all'origine di questa particolarità grafica, Masamitsu Kiyomiya, uno dei membri fondatori del Coro della lega della gioventù comunista del Giappone, ricorda il momento della prima pubblicazione dell'organo Utagoe (giugno 1949) in questi termini:
Tuttavia, anche dopo la pubblicazione dell'organo del coro la scrittura della parola Utagoe in kanji e un'altra mista allo hiragana (歌ごえ?) venivano a volte utilizzate da singoli autori degli scritti intorno a La voce canora del Giappone, mentre un'adozione esclusiva dello hiragana per la parola risulta non essere mai stata ufficializzata da parte del comitato esecutivo nazionale fino ad oggi. Un notevole esempio di tale libertà grafica tra gli anni 1950-60, potrebbe essere l'autografo calligrafico di Akiko Seki dedicato al festival nazionale del dicembre 1962, sul quale la parola Utagoe dello slogan La voce canora è la vitalità della pace  (うたごえは平和の力?, Utagoe wa heiwa no chikara) si vede espressa nel modo seguente con una scrittura mista di kanji e hiragana: 歌こえ? [sic].

## Rapporto con il movimento operaio e il partito comunista giapponese

Logotipo ufficiale del Partito Comunista Giapponese con la sigla inglese evidenziata: JCP

Sotto uno degli slogan del movimento: Cantare per la lotta della classe operaia (うたは闘いとともに?, Uta wa tatakai to tomoni), i militanti del movimento hanno composto numerose canzoni per incoraggiare la contestazione degli operai contro discriminazioni illegali subite dai loro datori di lavoro. Negli anni 1960 inoltre, la formazione degli attivisti del movimento e l'ulteriore perfezionamento dei loro requisiti ideologici, politici e artistici erano considerati obiettivi importanti nella politica culturale del Partito Comunista Giapponese. Al 2016, l'unico gruppo che risulti attivo e specializzato in maniera esplicita nel sostegno politico del partito è il Coro di JCP-fans (JCPファン雑唱団?, JCP-fan zassyōdan), istituito a Kyoto nel 2011 dagli attivisti veterani del movimento e diretto da Tadao Yamamoto: a testimonianza dello storico legame politico, il coro prende nome dall'acronimo ufficiale inglese del partito: JCP (Japanese Communist Party).
Attività del coro di JCP-fans
(alcuni notevoli concerti e performance del Coro:)
- 11 febbraio 2011, Sala Kyoto Kaikan: Concerto patrocinato dal Comitato di Kyoto del PCG[13].
- 1 agosto 2013, Nishijin Bunka Center (Kyoto): Live culturale Pub rivoluzionario, in collaborazione con Tokiko Nishiyama (西山 登紀子), ex senatrice del PCG[14].
- 23 settembre 2014, Parco Takaragaike (Kyoto): Festival Kyoto ed. 2014, organizzato dal Comitato di Kyoto del PCG[15].
- 1 febbraio 2015, Kyoiku Bunka Center (Kyoto): Festival patrocinato dal Comitato di Kyoto del PCG[16].
- 29 aprile 2016, Parco Takaragaike (Kyoto): Festival Kyoto ed. 2016, organizzato dal Comitato di Kyoto del PCG, performance con Seifuku Kojo Iinkai (制服向上委員会)[17] e Akira Koike (小池 晃), senatore e segretario generale del PCG[18][19].

## Personalità e attivisti storici del movimento
- Akiko Seki (関鑑子): cantante, didatta, fondatrice del movimento (1899-1973)[1][3]
- Sakae Araki (荒木栄): compositore (1924-1962)
- Gorō Sudō (須藤五郎): compositore, direttore d'orchestra, ex senatore del partito comunista giapponese (1897-1988)
- Yoritoyo Inoue (井上頼豊): violoncellista (1912-1996)
- Katsura Nakazawa (中澤桂): soprano (1933-2016)
- Nobuo Terahara (寺原伸夫): compositore (1928-1998)[20][21]
- Hikaru Hayashi (林光): compositore (1931-2012)[22]
- Yūzō Toyama (外山雄三): direttore d'orchestra (1931-)[23]
- Susumu Ōnishi (大西進): compositore (1931-)[24]
- Nobuo Sugimoto (杉本信夫): compositore, musicologo (1934-)[25]
- Kiminobu Sōma (相馬公信): compositore, corista (1942-)[26]
- Tadao Yamamoto (山本忠生): fisarmonista, compositore (1939-)[27]
- Hiromi Fujimoto (藤本洋): poeta (1932-)[28]
- Daisuke Doi (土井大助): poeta (1927-2014)
- Taku Izumi (いずみたく): compositore (1930-1992)[29]
- Kōji Kinoshita (木下航二): compositore (1925-1999)